# Počítání
Počítání je proces určování počtu prvků konečné množiny objektů, je součástí denního života. Počítat znamená hledat ze dvou nebo více čísel další, nové číslo.
Počítání někdy zahrnuje čísla jiná než jedna; například při počítání peněz, počítání změn, „počítání po dvou“ (2, 4, 6, 8, 10, 12, . . .), nebo „počítání po pěti“ (5, 10, 15, 20, 25, . . . ).

## Historie
Existují archeologické důkazy, které naznačují, že lidé počítají nejméně 50 000 let. Počítání bylo primárně používáno starými kulturami ke sledování sociálních a ekonomických údajů, jako je počet členů skupiny, úlovky zvířat, majetek nebo dluhy (tj. účetnictví ). Vrubové kosti byly také nalezeny v pohraničních jeskyních v jižní Africe, což může naznačovat, že koncept počítání byl lidem znám již v době 44 000 př. n. l. Čísla byla nahrazována pomocí prstů či kamínků. Slovo calculare (latinsky počítat, kalkulovat) je odvozeno od slova calculus (kamínek). Matematické operace, které se používaly po tisíce let, bylo sčítání a odčítání (menšenec byl vždy větší než menšitel). Postupně vzniklo násobení jako opakované sčítání. Vývoj počítání vedl k vytváření systému symbolických reprezentací matematických objektů a myšlenek, číselných soustav i psaní.

## Počítání času
- Určení věku v některých asijských zemích - člověku se od narození do konce roku udává stáří jeden rok a vždy na Nový rok (podle čínského lunárního kalendáře) se věk zvyšuje o jeden rok. Ve výsledku je takto spočítaný věk o jeden až dva roky vyšší než věk počítaný podle západního způsobu.
- Počítání omeru - počítají se dny a týdny, které uběhly od prvního dne svátku Pesach nebo od prvního pesachového Šabatu až do dne předcházejícího svátku Šavu'ot nebo do svátku Šavu'ot.

## Formy počítání

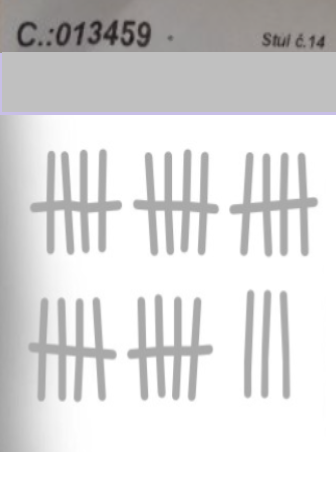
Počítání pomocí značek

Počítání může probíhat v různých formách.
Slovní, to znamená říkat nahlas každé číslo, aby byla možnost kontroly a přehled o pokroku. Takto se počítají např. již přítomné objekty, ale tento způsob není vhodný k počítání různých věcí během časového úseku.
Počítání s pomocí prstů, především při počítání s malými čísly používají děti k usnadnění jednoduchých matematických operací. Počítání prstů používá unární soustavu (jeden prst = jedna jednotka), a je tedy omezen na počítání s čísly do 10.
S počítáním pomocí symbolů nebo znaků se lze setkat v dějinách matematiky.
Číselné soustavy se používaly nepoziční, např. jednotková nebo římské číslice a poziční:
- Desítková poziční číselná soustava se používá v běžném životě,
- šedesátková se používá k měření času,
- dvojková je použita v digitálních elektronických obvodech (použitím logických členů), používají ji tedy všechny počítače, pro jednodušší čtení binárních dat se používá soustava šestnáctková

Při „počítání“ se používají různá počítadla, kalkulačky a počítače.

## Vzdělávání
Naučit se počítat je důležitým mezníkem ve vzdělávání resp. vývoji člověka ve většině kultur světa. Naučit se počítat, je prvním krokem dítěte k matematice a představuje nejzákladnější myšlenku této disciplíny. Některé kmeny v Amazonii a australském vnitrozemí nepočítají, např. na Srí Lance kmen Vedda používá jedničkový početní systém. Pro spočítání kokosových ořechů, přiloží k prvnímu ořechu hůlku a dále postupně přikládá hůlky k dalším ořechům a vždy "je to jeden". Pozorovatel, který používá desítkovou soustavu, by se dozvěděl celkový počet (součet) tak, že by příslušník kmene Vedda ukázal na všechny hůlky: "tolik".
Některé děti ve věku 2 až 3 let, jsou schopny „počítat“: „jeden, dva, tři, . . . “, při větším množství ale říkají: „to je moc” Také odpoví na otázku pořadí, např.: „Jaké číslo je po trojce ?“. Mohou ukazovat na každý objekt v sadě a říkat čísla správně za sebou. To vede mnoho rodičů a pedagogů k závěru, že dítě ví a počítá s porozuměním. Výzkumy naznačují, že dítě začíná chápat, co znamenají a proč jsou dané postupy prováděny, až rok poté, co se tyto dovednosti dítě naučilo. Dítě musí učinit velký pokrok ve svém myšlení, učí se chápat kvantitu, abstrahovat od viditelných vlastností předmětů a pochopit, kolik jich je.

## Počítání v matematice
V matematice lze vždy spočítat počet prvků v konečné množině, (to je takový soubor prvků, pro které lze určit jejich počet –  nějaké přirozené číslo). Tato množina je spočetná – „její prvky lze spočítat“. Počet prvků konečné množiny se vždy rovná její mohutnosti.
Přidáním nových prvků do množiny se nemusí nutně zvětšit její mohutnost, protože není vyloučena možnost bijekce nové s původní množinou. Tento druh počítání platí pro nekonečné množiny. Například množinu všech celých čísel (včetně záporných čísel) lze uvést do bijekce se sadou přirozených čísel a dokonce i zdánlivě mnohem větší množiny, jako jsou všechny konečné posloupnosti racionálních čísel (použitím Cantorovy diagonální metody), jsou spočetně nekonečné, jejich mohutnosti se rovnají. Existují množiny, jako je množina reálných čísel, které netvoří bijekci s přirozenými čísly, tyto množiny se nazývají nespočetné.
V širším kontextu počítání je třeba uvést kombinatoriku jako odvětví matematiky, zabývající se kolekcemi prvků množin s definovanou vnitřní strukturou. Kombinatorika zkoumá, kolika různými způsoby lze daný počet objektů (elementů) uspořádat do skupin (tříd), proto se někdy označuje jako „matematika počítání“.